# Pinara cana
Pinara cana là một loài bướm đêm thuộc họ Lasiocampidae. Nó được tìm thấy ở đông nam quarter của Úc.
Sải cánh dài khoảng 40 mm đối với con đực và 60 mm đối với con cái.
Ấu trùng ăn các loài Eucalyptus.

## Hình ảnh

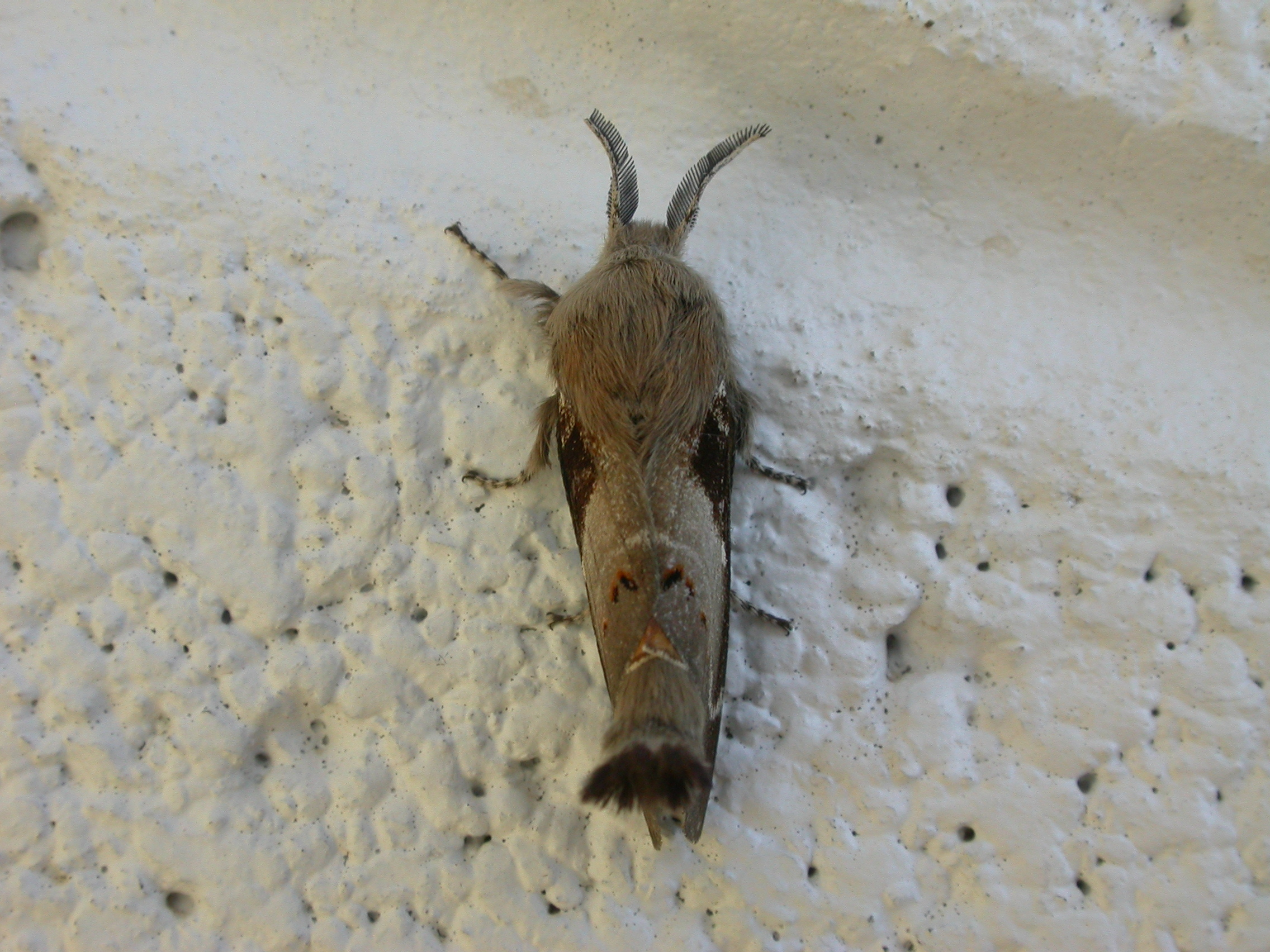
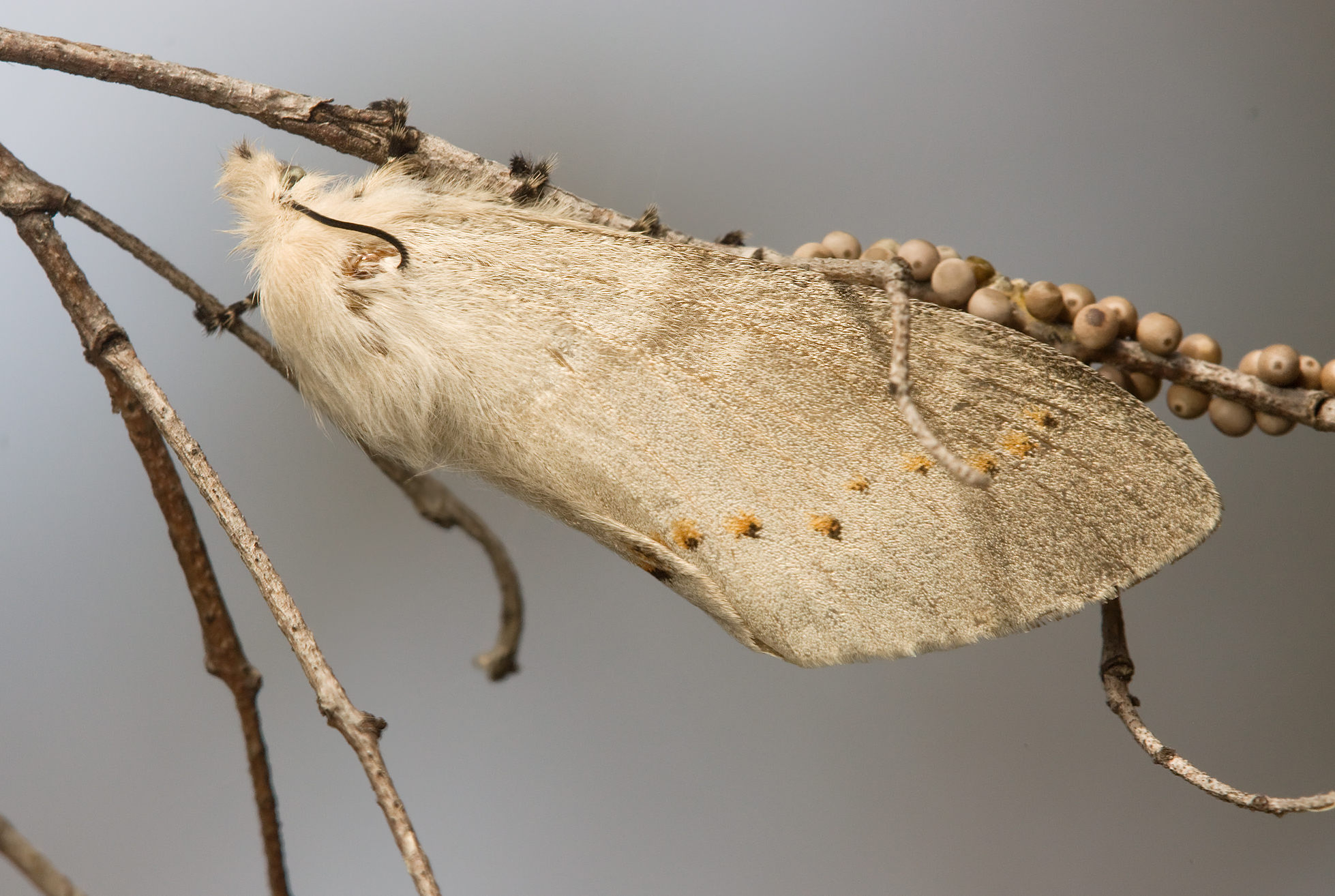